# Рајко Михаиловић
Рајко Михаиловић (Бањани, код Уба, 29. септембар 1909 — Сушица, код Ваљева, 20. јануар 1942), учесник Народноослободилачке борбе и народни херој Југославије.

## Биографија
Рођен је 29. септембра 1909. године у селу Бањани, код Уба. Потицао је из земљорадничке породице, па је након основне школе остао у родном селу и бавио се земљорадњом. Понекад је и уз надокнаду бавио превозом робе. Био је напредан земљорадник, пратио је стручну пољопривредну литературу и примењивао је стечено знање на свом имању. Постепено је почео да показује интересовање за политичке догађаје. Најпре је био симпатизер Југословенска демократска странка, али је касније постао симпатизер тада илегалне Комунистичке партије Југославије (КПЈ).
Године 1938. на војној вежби је упознао тада већ познатог комунисту Бору Марковића и под његовим утицајем је пришао револуционарном радничком покрету и наредне 1939. године је постао члан Комунистичке партије. Убрзо након тога у његовом селу је била формирана партијска ћелија, чији је он био секретар. Године 1940. је постао члан Среског комитета КПЈ за тамнавски срез, а почетком 1941. и члан Окружног комитета КПЈ за Ваљево.
Након окупације Југославије, 1941. године у свом родном селу и околини, као члан Срееског комитета КПЈ, деловао је на стварању Народноослободилачког покрета (НОП). Захваљујући његовом утицају у Бањанима је био формиран партизански батаљон, који је ушао у састав Посавско-тамнавког НОП одреда. Августа 1941. године постао је заменик команданта Тамнавског партизанског батаљона, а нешто касније је именован за политичког комесара Другог батаљона Посавског одреда.
Већ у првим борбама истицао се као храбар и способан командант. У близини његовог села, 15. августа 1941. године, с групом бораца је сачекао немачку колону и присилио је на повлачење ка Убу. Сутрадан, на путу као селу Врело, упао је у жандарску заседу и био ухапшен. Приликом спровођења у жандармеријску станицу у Убу, они су наишли на партизанску заседу, која је успела да ослободи Рајка и том приликом су убијена двојица жандара. Септембра 1941. године приликом напада на Уб Рајко је командовао батаљоном, а потом је са истим батаљоном учествовао и у ослобођењу Крупња и нападу на Шабац.
Средином септембра учествовао је у тешким борбама Посавског партизанског одреда против немачког 125. пука, који се пробијао од Обреновца ка Ваљеву, као и у борбама приликом његовог повратка из Ваљева, средином октобра. У току Прве непријатељске офанзиве, учествовао је у борбама Посавског одреда који се пребацио у рејон Ужица. Налазио се међу групом бораца Посавског одреда, које су под командом Боре Марковића, биле прикључене Радничком батаљону и 29. новембра 1941. године на Кадињачи учествовале у одбрани Ужица од продора јединица из састава немачке 342. дивизије.
Почетком децембра 1941. године учествовао је у одбрани Чајетине и Златибора, након чега се са главнином партизанских снага повукао у Санџак. Средином децембра 1941. године, с групом партизанских руководилаца из западне Србије је добио задатак да се врати на терен Шумадије и западне Србије и да тамо ради на повезивању  разбијених партизанских група. Погинуо је 20. јануара 1942. године у близини села Сушица, код Ваљева, у борби против надмоћнијих четничких снага.
Указом председника ФНР Југославије Јосипа Броза Тита, 27. новембра 1953. године, проглашен је за народног хероја.
У току Народноослободилачког рата погинула су двојица његове браће. Ранислав Михаиловић (1918—1942), трговачки помоћник и предратни члан СКОЈ-а заробљен је децембра 1941. године и потом стрељан на Убу. Радислав Михаиловић (1920—1942), ковачки радник и предратни члан КПЈ, био је политички делегат вода и заробљен је крајем фебруара 1942. године и потом стрељан у логору у Шапцу.
Године 1952. у центру Уба је постављен Споменик борцима Тамнаве палим у НОБ и тада је у заједничкој гробници сахрањено 15 партизанских бораца и руководилаца, међу којима је био и Рајко. Године 1971. поред Споменика палим борцима су постављене спомен-бисте народним херојима Милану Муњасу и Рајку Михаиловићу, дело вајара М. Петковића. Основна школа у његовом родном селу Бањанима носи његово име, као и једна улица на Убу.

## Фото-галерија
- Споменици и гробница у центру Уба
- Споменик борцима Тамнаве у НОБ
- Спомен-бисте Милану Муњасу и Рајку Михаиловићу
- Спомен-биста Рајка Михаиловића
- Заједничка спомен-гробница